# 格拉馬達市鎮
43°50′N 22°40′E / 43.833°N 22.667°E

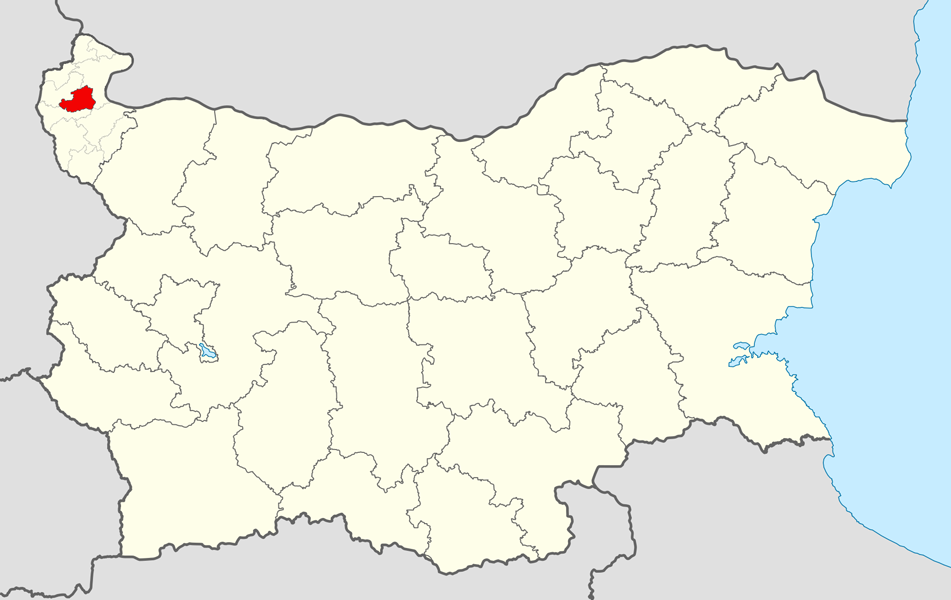

格拉馬達市，是保加利亞的城鎮，位於該國西北部，由維丁州負責管轄，首府設於格拉馬達，面積184平方公里，2009年人口2,384，人口密度每平方公里12.96人。